# Bonaventura Carles Aribau
Bonaventura Carles Aribau, född 4 november 1798 i Barcelona och död 17 september 1862 i Ebendort, var en nykatalansk skald.

## Biografi
Aribau var en av nyromantikens viktigaste förkämpar i Katalonien. Genom sin Oda a la Patria (1833), som är mycket positiv till hembygdens språk, gav Aribau upphov till den katalanska kulturrörelsen.
Han studerade retorik och poesi vid seminariet, och samtidigt hydrostatik, statik och experimentell fysik vid Handelsverket. År 1820 gick han med i den liberala revolutionen och var medarbetande i tidskriften Diario Constitucional. Som medlem av Letsres-akademin från 1820, tillsammans med Ramón López Soler, grundade han publikationsbladet för det europeiska litterära panoramat El Europeo 1823.

## Verk i urval
- Ensayos poéticos (1817)
- Libertad, libertad sacrosanta, himno revolucionario (1820)
- La libertad restaurada, colaboración con otros autores (1820).
- A la señora Leticia Cortesi (1821).
- Oda a la Patria (1833).
- All'eximia artista cantante Manuela Oreira Lema de Vega, che dimorava nella casa contigua a quella dell'autore (1840)
- A la virgen de los Dolores (1845)
- A la Srta Maria Dolors de Belza